# Pintor de Altamura

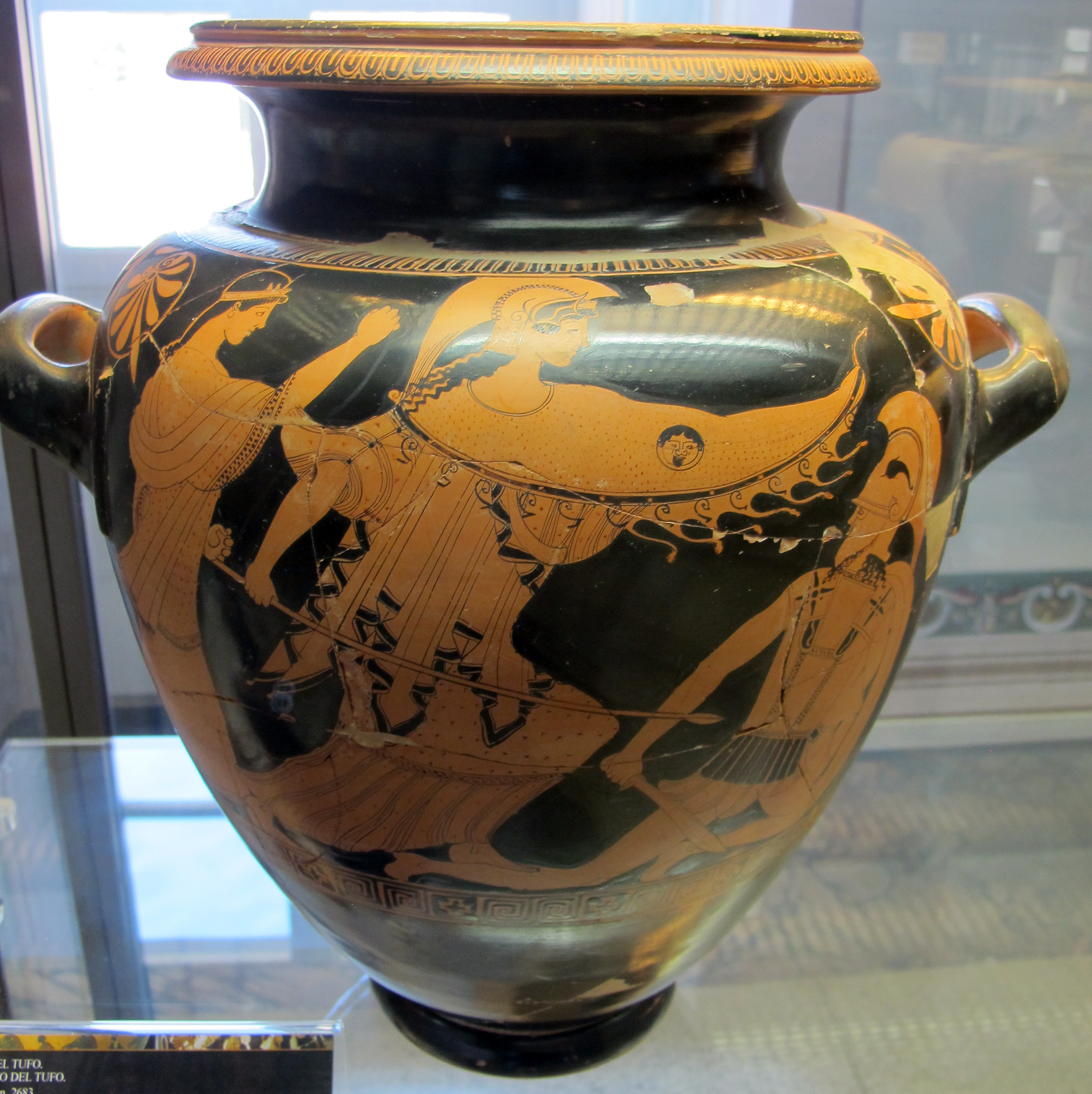
Ánfora atribuida al Pintor de Altamura.

Pintor de Altamura es el nombre convenido de un pintor de vasos áticos activo aproximadamente entre el 470 y el 450 a. C.
Es uno de los tres pintores de vasos clásico más importantes, junto con el Pintor de los Nióbidas y Polignoto La importancia histórica de su obra es haber dejado constancia del arte de los dos grandes pintores ya mencionados. La influencia que este último ejerció sobre él se nota especialmente en su forma de representar las anatomías, dibujadas de forma minuciosa y con especial atención a la representación volumétrica.
John Beazley lo llamó Pintor de Altamura por el lugar del descubrimiento en Altamura de uno de sus vasos, una crátera de volutas de que representa una gigantomaquia, una escena que rodea todo el recipiente, exhibido en el Museo Británico de Londres (E 469). Se le atribuyen unos ochenta vasos, algunos de los más bellos de la necrópolis de Espina y Bolonia. Decoró principalmente cráteras (unas 40: de volutas, cáliz, campana), dinos (19), estamnos (8), ánforas (3, de las cuales 2 son ánforas de cuello), pélices (2), hidrias (7) y enócoes (12).
Los temas mitológicos predominan en su obra, especialmente Triptólemo (cuatro cráteras de cáliz) o gigantomaquia. Sus figuras ocupan la mayor superficie del vaso. El estilo personal de este artista se aprecia particularmente en la fisonomía de sus figuras: barbas redondas y ojos con pupilas. Una representación esquemática de aspecto arcaico aún se puede apreciar en sus pinturas. Los motivos decorativos son poco frecuentes en su obra y se realizan sin ninguna innovación particular. En las escenas mitológicas, sus figuras son más bien estáticas, pero en algunos casos, como la representación de Dioniso y Enopión en la crátera de campana de Espina (Museo Archeologico Nazionale 2738, Ferrara), muestran cierta monumentalidad y frescura narrativa.
De particular interés es la crátera de cáliz de figuras rojas de Viena (Museo de Historia del Arte de Viena IV 985), que, según los estudiosos, representa a uno de los primeros actores (vestido de sátiro) en la representación del drama satírico El regreso de Hefesto al Olimpo. El Pintor de Altamura es, por así decirlo, el "hermano mayor" del Pintor de los Nióbidas. En muchos sentidos, sus pinturas parecen menos elaboradas, pero los vasos recién descubiertos demuestran que fue uno de los innovadores más prolíficos del Cerámico ateniense y adoptó un enfoque más independiente de la pintura a gran escala que el Pintor de los Nióbidas. Su crátera de cáliz de figuras rojas de Boston (Massachusetts) (Museo de Bellas Artes 59.178) representa los horrores del saqueo de Troya, escenas que siguen la tradición de la pintura de vasos, en lugar de la pintura a gran escala en la que el Pintor de Cleofrades y el Pintor de Brigos basaron sus famosas versiones de los temas. Las escenas de este vaso representan los horrores más famosos de la guerra de Troya: la violación de Casandra por Áyax, el asesinato del rey Príamo y su nieto Astianacte (hijo de Héctor) por Neoptólemo (hijo de Aquiles) y la huida de Eneas, el antepasado de los romanos.

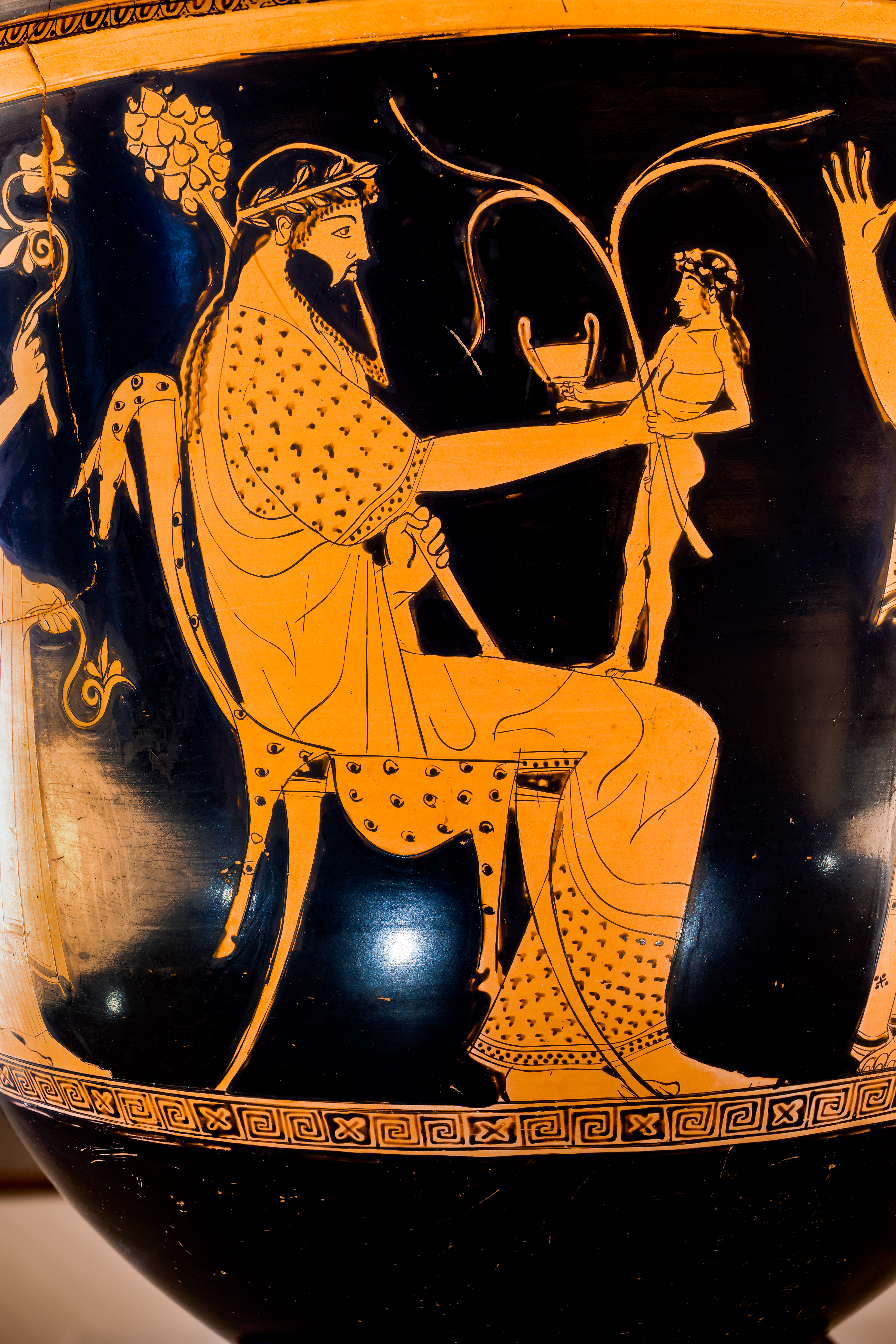
Crátera ática de campana de figuras rojas que representa a Dioniso y al niño Enopión, Museo Archeologico Nazionale 2738, Ferrara.
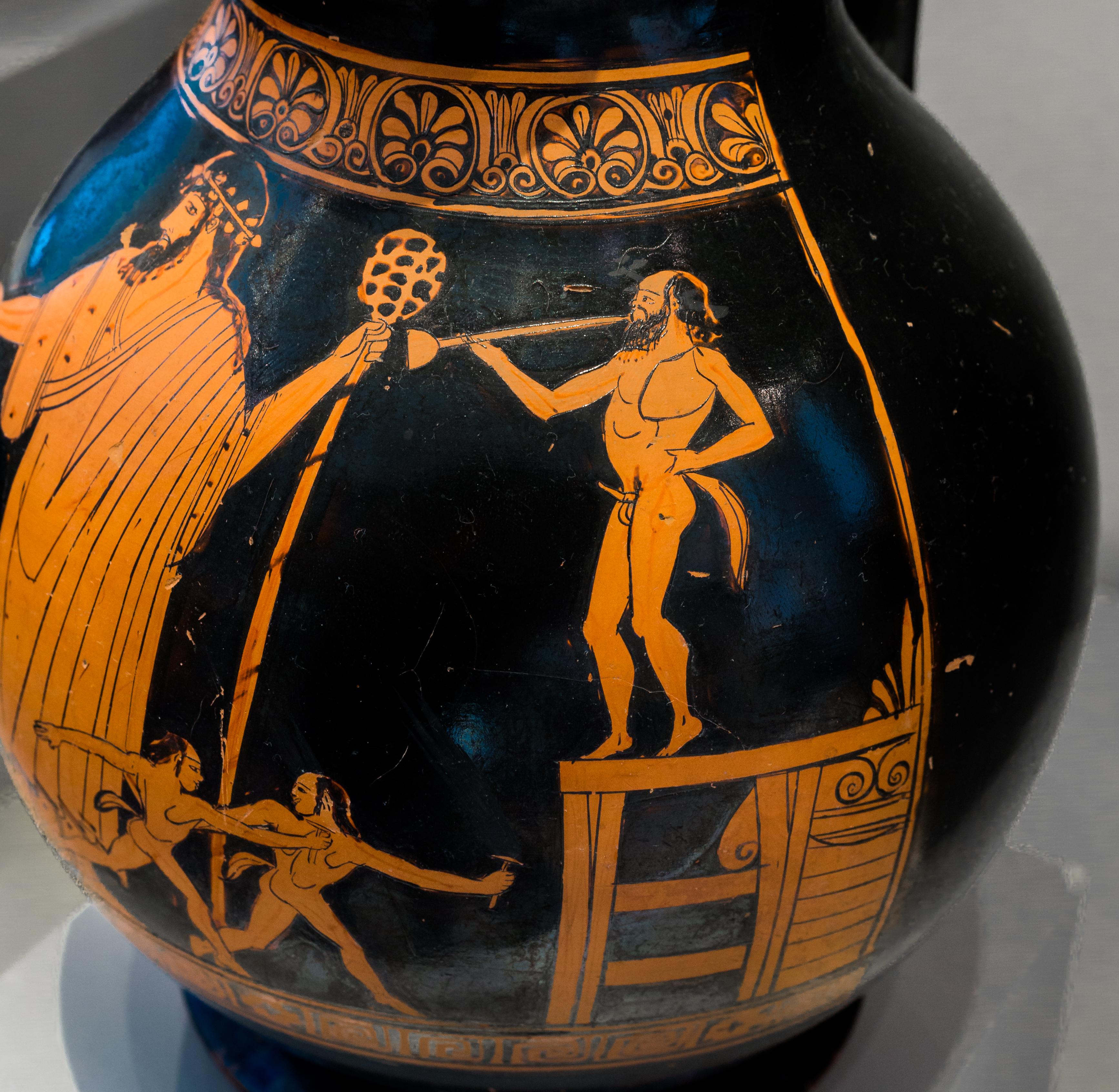
Enócoe ático de figuras rojas, que representa a Dioniso y sátiros, Altes Museum (Antikensammlung) 1962.33, Berlín.
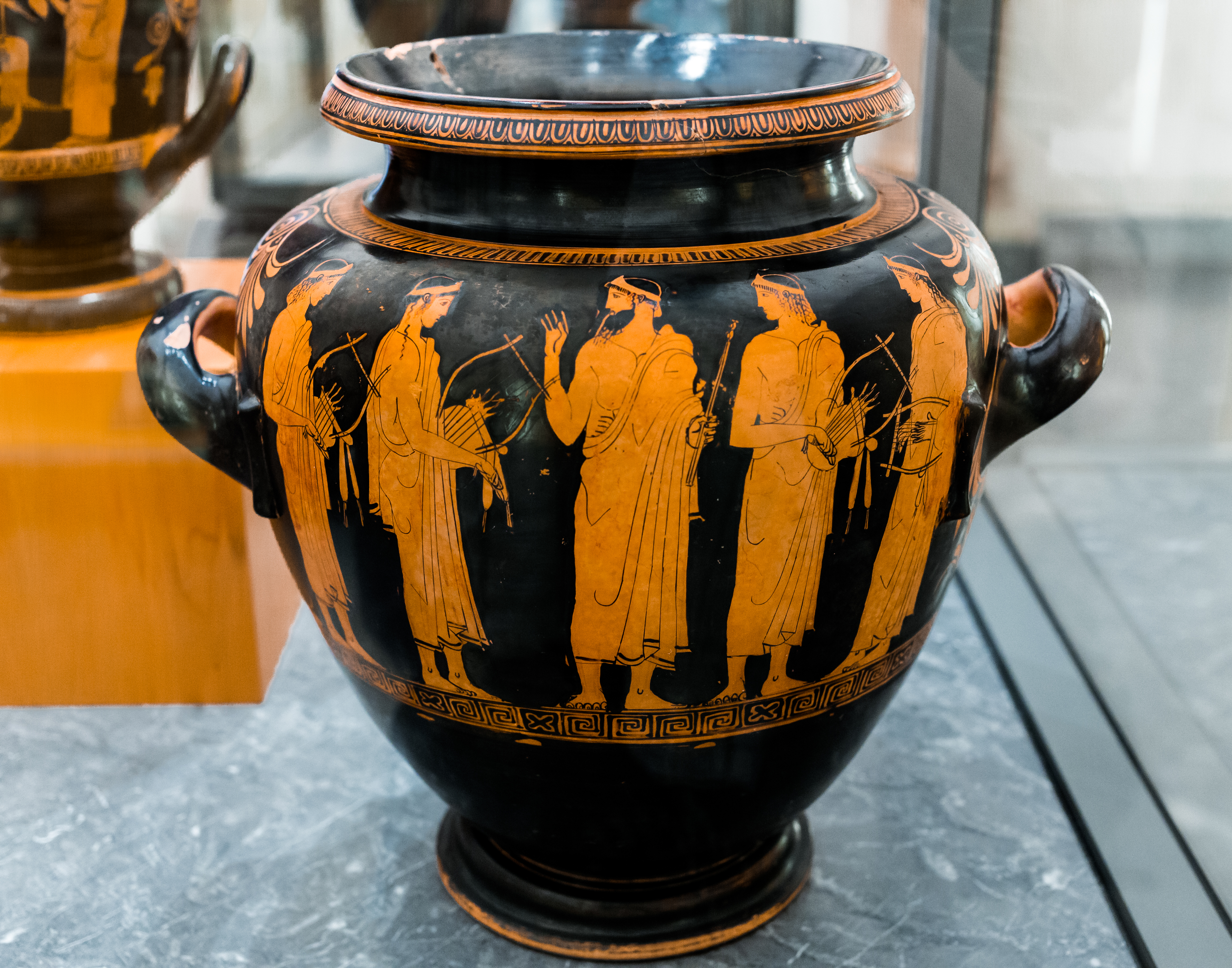
Estamno ático de figuras rojas, profesor de música y sus alumnos, Musée des Beaux-Arts E 382-1, Lyon.
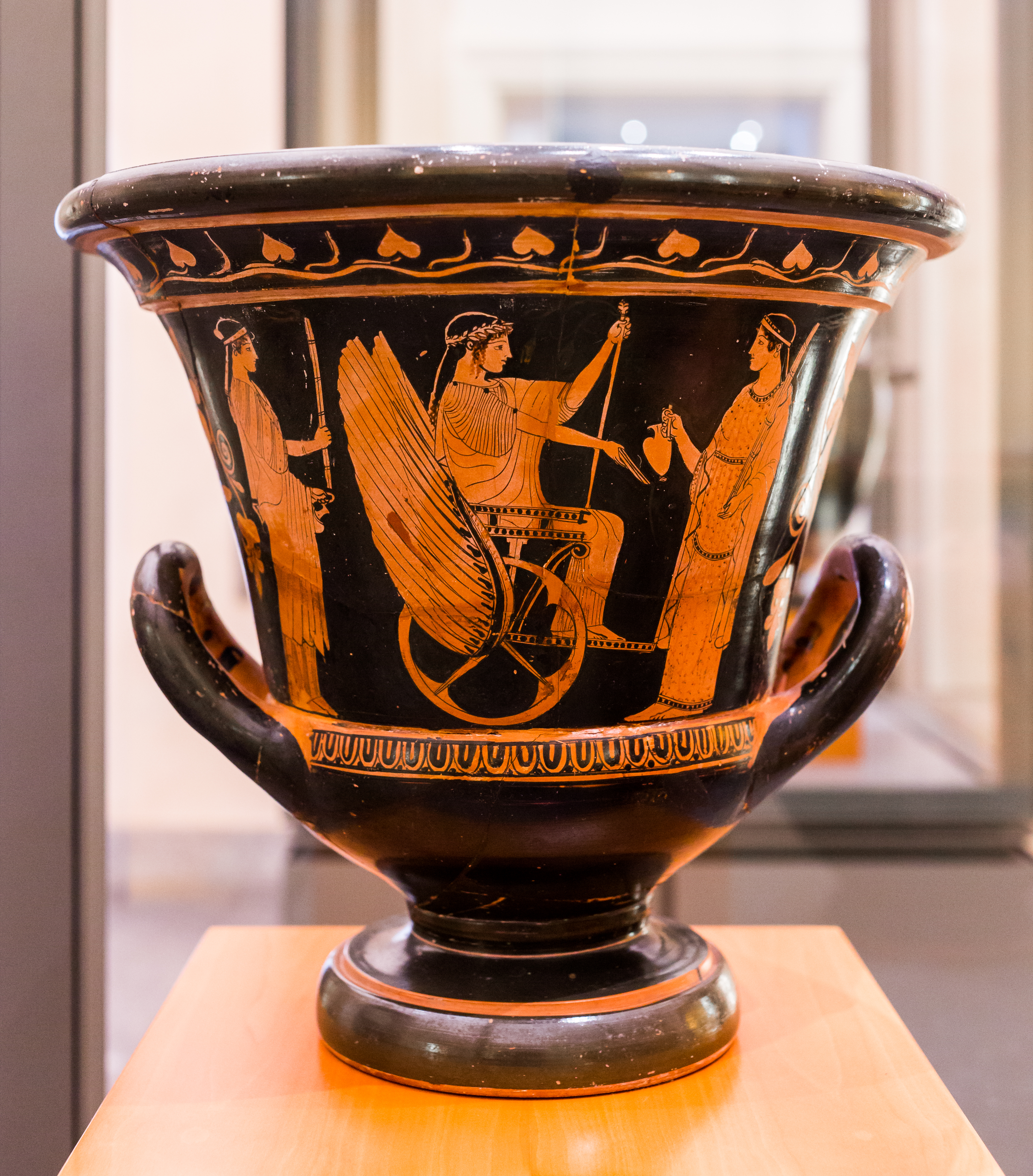
Crátera de cáliz ática  de figuras rojas, Triptólemo y Deméter, Musée des Beaux-Arts E 120-1, Lyon
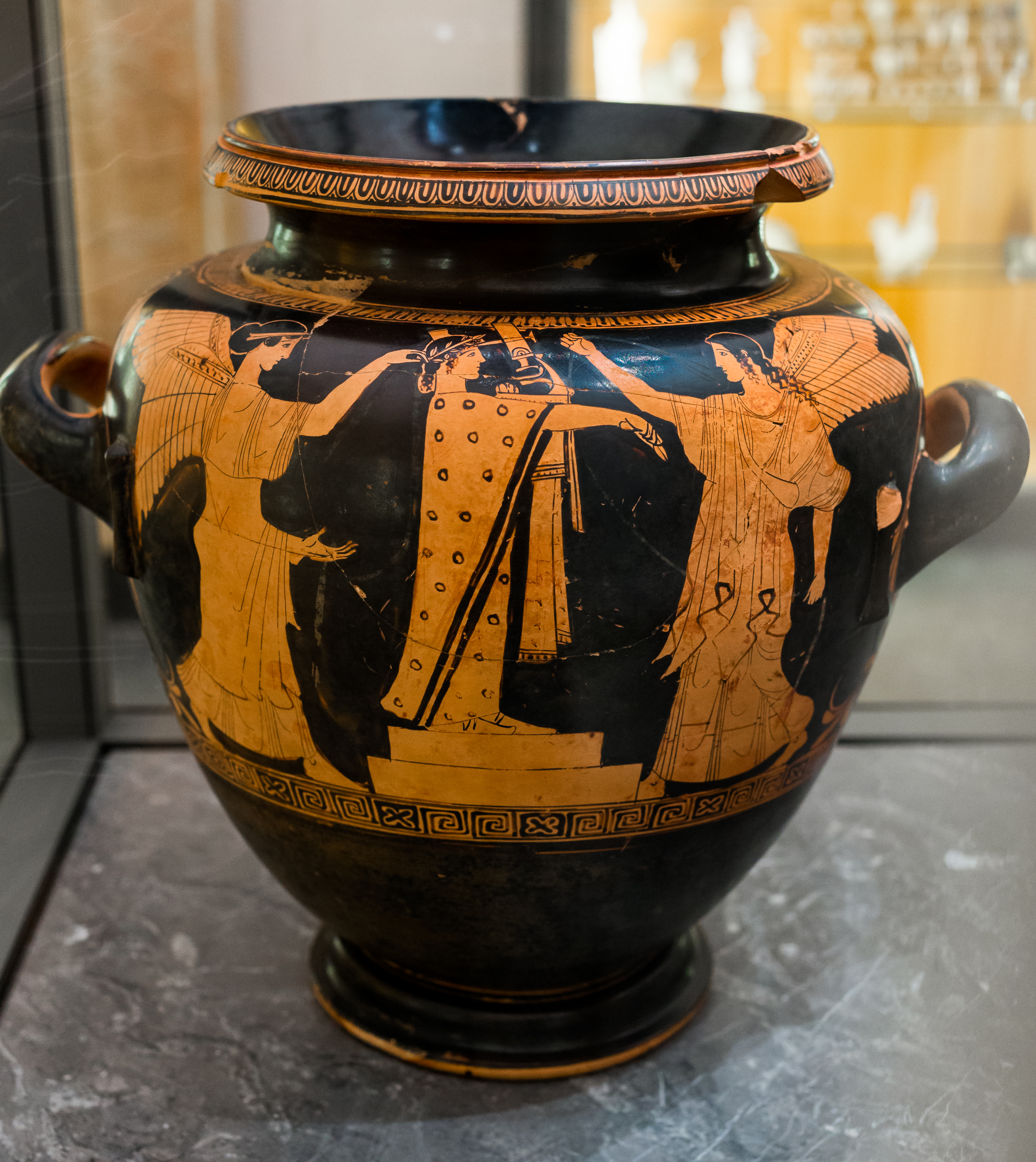
Estamno ático de figuras rojas, citaredo coronado, Musée des Beaux-Arts E 382-1, Lyon